# Mary Seacole
Mary Jane Seacole (Kingston, 23. studenog 1805. – 14. svibnja 1881.) bila je Britanka jamajkanskog porijekla i medicinska sestra te poslovna žena. Tijekom Krimskog rata je osnovala "britanski hotel" koji je imao udobne odaje za bolesne časnike i prostorije za objed te je pružala pomoć i zdravstvenu njegu ranjenim vojnicima na bojnom polju. Tijekom rata je upoznala i najpoznatiju medicinsku sestru u povijesti - Florence Nightingale. Dolazeći iz tradicije jamajkanskih i zapadnoafričkih "doktrina", Seacole je pokazala "suosjećanje, vještinu i hrabrost dok je njegovala vojnike tijekom Krimskog rata", koristeći biljne lijekove. Postumno je odlikovana Jamajkanskim ordenom zasluga 1991. Godine 2004. proglašena je najznačajnijom britanskom crnkinjom.

## Rani život
Mary Seacole rođena je kao Mary Joan Grant u Kingstonu na Jamajci 1805. Interes za medicinu i njegovanje pacijenata je naslijedila od majke. Njena majka, nadimka "Doktorica", njegovala je vojne časnike i njihove obitelji na smještaju East Street, u Kingstonu. U dvanaestoj godini, nakon mnogo promatranja, Seacole je bilo dopušteno pomoći majci s pacijentima.
Kada je na Jamajci 1850-tih izbila epidemija kolere, Seacole je bila jedna od žrtava no nakon uspješnog oporavka preselila se u Panamu kako bi s bratom vodila hotel za bolesne. Dok je bila tamo, dijagnosticirala je možda prvi slučaj kolere u toj regiji. Ponovno, 1853. godine kada je žuta groznica bjesnila po cijeloj Jamajci, Seacoleove su vještine došle do izražaja. Vratila se u Panamu 1854. kada je izbila epidemija u toj zemlji. Nastavila je pomagati u liječenju žrtava kolere i kao rezultat toga postala je poznata kao "žuta žena s Jamajke s lijekom protiv kolere".

## Krimski rat
Nakon što je započeo Krimski rat, Seacole je odlučila ponuditi svoje usluge medicinske sestre. Mnogi su vojnici umirali ne samo od rana zadobivenih na bojišnicama, već i od bolesti poput kolere i dizenterije. Seacole je vjerovala da bi njezino iskustvo s tim bolestima bilo od koristi na Krimu.
U svom nastojanju da radi kao medicinska sestra na Krimu, napisala je pismo Florence Nightingale, koja je bila odgovorna za regrutiranje medicinskih sestara za Krim. Ipak, njezin pokušaj bio je neuspješan. Nastavila je tražiti pomoć i podršku pri odlasku na Krim no svi njezini ponovljeni pokušaji su se pokazali uzaludnima zbog rasizma koji je u tom vremenu bio iznimno prisutan. Slijedom toga, odlučila je otići sama uz pomoć svojih resursa.
U vrijeme kada je otputovala na Krim 1854. još nije postojala formalna obuka medicinskih sestara; to je započela Florence Nightingale nakon rata. Mary nije imala nikakvih profesionalnih kvalifikacija jer ženama u to vrijeme nije bilo dopušteno školovati se ili raditi u zdravstvenom sustavu. Medicinske sestre su bile zadužene za podcijenjene poslove poput čuvanja pacijenata, hranjenja, pražnjenja njihovih noćnih posuda i pranja posteljine.
Seacole je često posjećivala vojne postrojbe kao trgovkinja prodavajući svoje namirnice i medicinske potrepštine u blizini britanskog logora, u rovovima oko Sevastopolja i u dolini Tchernaya. Bila je nadaleko poznata britanskoj vojsci kao "Majka Seacole".

## Nakon smrti
Nakon njezine smrti bila je zaboravljena gotovo cijelo stoljeće, ali je kasnije prepoznata po svom uspjehu. Njezina autobiografija, Čudesne avanture gospođe Seacole u brojnim zemljama (1857.) koja broji  jedna je od najranijih autobiografija žene mješovite rase.
Podržavatelji Florence Nightingale, posebno The Nightingale Society u više navrata su osporavali njezin značaj i argumentirali da su njezina postignuća preuveličavana.
24. studenog 2003. je pokrenuta kampanja za podizanje kipa u Londonu njezinu čast. Riječi koje je novinar William Howard Russell napisao u The Timesu 1857. urezane su na Seacoleov kip: "Vjerujem da Engleska neće zaboraviti onu koja je njegovala bolesne, koja je tražila njezine ranjenike kako bi im pomogla i pružila im pomoć i koja je obavljala posljednje službe za neke od njezinih slavnih mrtvih." Skulptura je postavljena u Paddingtonu 2013.
Racing Green Pictures s producentom Billy Petersonom trenutno snima biografski dugometražni film o njezinu životu. U glavnoj ulozi je Gugu Mbatha-Raw kao Mary Seacole. Kratka animacija o Mary Seacole adaptirana je iz knjige pod naslovom Mother Seacole, objavljene 2005. u sklopu obilježavanja dvjestote obljetnice. Seacole je također predstavljena u BBC -jevoj emisiji Horrible Histories, gdje je tumači Dominique Moore.
14. listopada 2016. Google ju je proslavio Google Doodle -om.